# Altay Bayındır
Altay Bayındır (Osmangazi, 14 april 1998) is een Turks voetballer die als doelman speelt. Hij tekende in 2023 bij Manchester United.

## Clubcarrière
Op 30 november 2018 debuteerde Bayındır voor Ankaragücü in de Süper Lig tegen Çaykur Rizespor. In juli 2019 trok hij naar Fenerbahçe, dat anderhalf miljoen euro betaalde voor de doelman. Op 19 augustus 2019 debuteerde Bayındır voor Fenerbahçe tegen Gaziantep FK. In zijn eerste seizoen speelde hij 32 competitiewedstrijden voor Fener.
In de zomer van 2023 maakte hij een transfer naar Manchester United. Hij kreeg het rugnummer 1 bij de club, maar deed dienst achter eerste keus André Onana. In zijn eerste seizoen speelde Altay slechts één keer, namelijk in het FA Cup-toernooi. In die wedstrijd incasseerde hij twee doelpunten, maar won zijn team wel. Uiteindelijk werd zelfs de FA Cup zelf gewonnen. 

## Erelijst
| Competitie          |            |            |            |            |
| Competitie          | Aantal     | Jaren      |            |            |
| Fenerbahçe          | Fenerbahçe | Fenerbahçe | Fenerbahçe | Fenerbahçe |
| ------------------- | ---------- | ---------- | ---------- | ---------- |
| Turkse voetbalbeker | 1x         | 2022/23    |            |            |
| Manchester United   |            |            |            |            |
| FA Cup              | 1x         | 2023/24    |            |            |